# Port lotniczy Bakouma
Port lotniczy Bakouma – port lotniczy zlokalizowany w Bakoumie, w Republice Środkowoafrykańskiej.